# Éogan
Éogan, o Eoghan Mór, nome usato anche dal nonno, Mug Nuadat (Eogan, ... – ...; fl. II-III secolo), è stato un sovrano irlandese.
Nella storia tradizionale d'Irlanda, figlio maggiore di Ailill Ollamh, fu un re del Munster nel II o III secolo. Sarebbe il fondatore della dinastia degli Eóganachta, che regnò sul Munster e governò poi sulla contea di Desmond fino al tardo XVI secolo.
Eoghan Mor, conosciuto anche come Eugenio il Grande e da lui discendeva la famiglia Donovan. 